# Drept de vot
Dreptul de vot sau sufragiul  permite cetățenilor unui stat să voteze pentru a-și exprima voința cu ocazia unui scrutin. În aplicația sa contemporană, permite cetățeanului fie să își aleagă reprezentanți care să guverneze, fie să răspundă unei întrebări puse de guvernare sub forma unui referendum. Democrațiile moderne prezintă dreptul de vot ca un drept civic fundamental.
Dreptul de vot este adesea conceput în termeni de alegeri pentru reprezentanți. Cu toate acestea, sufragiul se aplică în egală măsură referendumurilor și inițiativelor.  Sufragiul descrie nu numai dreptul legal de a vota, ci și întrebarea practică dacă o întrebare va fi supusă la vot. Utilitatea votului este redusă atunci când întrebările importante sunt decise în mod unilateral, fără o dezvăluire amplă, conștiincioasă, completă și publică. 
Dreptul la vot se acordă cetățenilor calificați, odată ce au atins vârsta de vot. Ceea ce constituie un cetățean calificat depinde de decizia guvernului. Rezidenții fără cetățenie pot vota în unele țări, care pot fi limitate la cetățenii țărilor strâns legate (de exemplu, cetățenii Commonwealth-ului și cetățenii Uniunii Europene) sau la anumite birouri sau întrebări.